# Rue des Couteliers
Pour les articles homonymes, voir Coutelier (homonymie).
La rue des Couteliers (en occitan : carrièra dels Cotelièrs) est une voie de Toulouse, chef-lieu de la région Occitanie, dans le Midi de la France.

## Situation et accès

### Description
La rue des Couteliers est une voie publique. Elle traverse le quartier des Carmes, dans le secteur 1 - Centre. Longue de 232 mètres et d'une largeur variable, entre 7 et 10 mètres, elle naît au carrefour de la rue de la Dalbade, qu'elle prolonge, et perpendiculairement à la rue du Pont-de-Tounis et à la rue Henri-de-Gorsse. Elle donne naissance à la rue de la Madeleine, à sa droite, puis reçoit à sa gauche la descente de la Halle-aux-Poissons avant de se terminer sur la place du Pont-Neuf, à la naissance de la rue de Metz. Elle est prolongée au nord par la rue Peyrolières, puis par la rue Léon-Gambetta qui rejoint la place du Capitole.
La chaussée ne compte qu'une seule voie de circulation automobile en sens unique, de la rue de Metz vers la rue du Pont-de-Tounis. Elle est définie comme une zone de rencontre et la vitesse y est limitée à 20 km/h. Il n'existe pas de bande, ni de piste cyclable, quoiqu'elle soit à double-sens cyclable.

### Voies rencontrées
La rue des Couteliers rencontre les voies suivantes, dans l'ordre des numéros croissants (« g » indique que la rue se situe à gauche, « d » à droite) :
1. Rue du Pont-de-Tounis (g)
2. Rue Henri-de-Gorsse (d)
3. Rue de la Madeleine (d)
4. Descente de la Halle-aux-Poissons (g)
5. Place du Pont-Neuf
6. Rue de Metz (d)

### Transports
La rue des Couteliers n'est pas directement desservie par les transports en commun Tisséo. Elle se trouve cependant à proximité de la place du Pont-Neuf, où se trouvent les arrêts du Linéo L4 et du bus 44, et de la place Étienne-Esquirol, où se trouve la station du même nom, sur la ligne de métro . Enfin, au sud, la rue de la Dalbade est également parcourue par la navette Ville. 
Les stations de vélos en libre-service VélôToulouse les plus proches sont les stations no 26 (9 rue Henry-de-Gorsse), no 27 (122 quai de Tounis) et no 49 (52 rue des Couteliers).

## Odonymie
La rue des Couteliers a toujours porté ce nom : les plus anciennes mentions en remontent au premier quart du XIIIe siècle (carraria Cultelleliorum en latin médiéval). Ce nom lui vient des nombreux artisans occupés à la fabrication d'instruments tranchants (couteaux, ciseaux, rasoirs...) ou d'armes blanches qui étaient établis dans cette rue au Moyen Âge. On trouvait des couteliers proprement dit (fabricants de couteaux), mais aussi des espasiers (fabricants d'épées), des taillandiers (fabricants d'objets tranchants), des éperonniers (fabricants d'éperons, mors et étriers) et des rasoriers (fabricants de rasoirs). À la Révolution française, en 1794, la rue des Couteliers fut renommée rue Lepeletier, en hommage à Louis-Michel Lepeletier de Saint-Fargeau, député de l'Yonne à la Convention, proche des Montagnards, qui vota la mort de Louis XVI et mourut le 21 janvier 1793, assassiné par un monarchiste. Il fut considéré comme le « premier martyr de la Révolution » et inhumé au Panthéon.

## Histoire

### Moyen Âge
Au Moyen Âge, la rue des Couteliers appartient, pour la partie sud et jusqu'à la rue de la Madeleine, au capitoulat de la Dalbade, et pour la partie nord, au capitoulat du Pont-Vieux. Elle se situe sur un des principaux axes nord-sud de la cité médiévale, entre la porte du Château narbonnais et la Porterie. De plus, sa proximité avec les berges de la Garonne et de la Garonnette et les ports qui s'y sont établis renforce son attractivité et le développement des activités. La rue porte déjà, au début du XIIIe siècle, le nom des couteliers, artisans occupés à la fabrication d'instruments tranchants et d'armes blanches. Ils se procurent le fer des mines de la région, en particulier du Couserans et du Vicdessos. Leur puissante corporation est propriétaire, dans l'église de la Dalbade mais sans que le conseil de fabrique puisse s'ingérer, de sa propre chapelle placée sous l'invocation de saint Éloi.
À cause de la proximité du Pont Vieux, qui permet de franchir la Garonne, on trouve également un hôpital, ouvert aux pauvres et aux voyageurs, connu comme l'hôpital du Saint-Esprit-de-la-Cité (emplacement de l'actuel no 49). Il est confié, dès le XIIIe siècle au moins, au couvent des religieuses de la Madeleine de l'ordre de Saint-Augustin. Leur église est alors connue comme l'église Sainte-Madeleine. Une hôtellerie à l'enseigne de la Madeleine s'installe au début du XVe siècle à l'angle de la rue des Couteliers (actuel no 30) et de la rue de la Madeleine (emplacement de l'actuel no 2).
Au cours du XVe siècle, plusieurs familles de la noblesse toulousaine construisent leurs maisons et leurs hôtels particuliers dans la rue. Les frères marchands Reste – Simon, capitoul en 1453, et Jean, capitoul en 1471, 1488 et 1503 – ont leur hôtel et leur boutique dans la rue (actuel no 26). Paul de Baxis, juge de Rieux, est élu capitoul en 1460 et construit un hôtel particulier avec une tour la même année (actuel no 13). Les Raspaud, marchands ferratiers et coseigneurs de Colomiers, possèdent également entre la rue des Couteliers (actuels no 22 et 24) et la rue de la Madeleine (actuel no 4) une maison couronnée d'une tour, connue comme la « tour de dame Raspaude ».

### Période moderne
Au XVe siècle, les incendies sont encore fréquents à Toulouse, et les maisons de la rue, souvent construites en corondage, sont durement touchées, particulièrement le 27 février 1442, puis le 7 mai 1463 : des bâtiments antérieurs, seuls résistent ceux qui sont construits en brique, généralement les habitations des personnages les plus éminents de la rue : la tour de dame Raspaude, l'hôtel du capitoul Paul de Baxis et la maison des capitouls Simon et Jean Reste. Progressivement, de nouvelles maisons sont construites, et parfois encore, malgré les interdictions capitulaires, en corondage, comme celle du maître chandelier Pierre Dupuy, construite en 1550 (actuel no 2). 
Les incendies permettent parfois aux membres de l'aristocratie toulousaine de réunir de vastes emprises foncières pour faire bâtir leurs hôtels particuliers. D'ailleurs, au cours du XVIe siècle, le nombre des artisans, et particulièrement des couteliers, recule, tandis que les hommes de loi et les parlementaires se font plus nombreux. En 1525, Guillaume de Tornié, président au parlement, ordonne la construction d'un bel hôtel qui a son entrée principale dans la rue de la Madeleine (actuel no 3 de cette rue), avec a une issue dans la rue des Couteliers (actuel no 44). En 1570, le conseiller au parlement Pierre Robin bâtit sa maison à l'emplacement de l'hôtellerie de la Madeleine (actuel no 30). En 1571, c'est le capitoul Jean d'Alliès fait construire son hôtel particulier (actuel no 6).
C'est également à cette époque que les boucheries de la ville – les boucheries du Pont-Vieux – sont établies dans cette rue (emplacement de l'actuel no 52). Afin de dégager la rue de la Halle (actuelle descente de la Halle-aux-Poissons), la municipalité achète à Jean de Cavaigne, conseiller au parlement qui avait été capitoul en 1540-1541, une partie de la maison à l'angle des deux rues (actuel no 55) et en réaligne la façade.
En 1516, le couvent des religieuses augustines connaît une évolution notable. À la suite de la prédication d'un prêtre cordelier, Mathieu Menou, un certain nombre de prostituées de la « Grande abbaye », une maison close instituée par les capitouls dans le quartier des Croses (actuel boulevard Lascrosses), rejoint la communauté religieuse. Le couvent est dès lors connu comme celui des Repenties de la Madeleine, sur le modèle des Augustines de l'ordre de la pénitence de la Madeleine ou « Maglorines » de Paris. Huit religieuses de ce couvent parisien sont d'ailleurs appelées pour réformer le couvent toulousain. Au cours du XVIIe siècle, leur richesse s'accroît et les bâtiments sont agrandis (actuels no 45 à 49).
Au XVIIIe siècle, les parlementaires toulousains sont particulièrement nombreux. Un de ces membres les plus notables est Clément-Jean-Auguste de Rey, baron de Loupiac et de Noailles, marquis de Milhars et comte de Saint-Géry. Il épouse en 1767 Marie O'Kelly Farrel, fille d'Irlandais jacobites, émigrés à Toulouse à la fin du XVIIe siècle. À la mort de son père, Jean-Jacques de Rey, en 1744, il hérite de la charge de conseiller au Parlement et de l'hôtel particulier qu'il possède entre la rue des Couteliers (actuel no 22) et la rue de la Madeleine (actuel no 4).

### Époque contemporaine
La Révolution française amène des bouleversements. En 1790, les congrégations religieuses sont dispersées et le couvent des Repenties de la Madeleine est fermé, les bâtiments vendus comme biens nationaux. Pendant la Terreur, entre 1793 et 1794, plusieurs parlementaires toulousains sont inquiétés. En 1794 justement, Clément-Jean-Auguste de Rey est arrêté dans son château de Saint-Géry. Il est d'abord emprisonné à la prison de la Visitation (emplacement de l'actuel no 41 rue Charles-de-Rémusat), puis emmené à Paris où il est jugé, condamné et guillotiné, place du Trône-Renversé, le 7 juillet 1794. Son fils, Jean-Jacques-Augustin de Rey, qui a émigré à Mayence, passe en Irlande. En 1794, il s'engage dans un régiment de hussards hongrois de l'armée autrichienne, puis rentre en France en 1797, se lie aux cercles royalistes toulousains, et est récompensé à la Restauration, en 1815, lorsqu'il est élu député du Tarn. 
L'hygiène connait aussi des améliorations et des établissements de bains publics, appelées alors « bains de santé » apparaissent. Il s'en implante plusieurs dans la rue des Couteliers, à cause de la proximité de la Garonnette. À la suite de l'ouverture de bains publics mixtes (anciens no 11 et 21), la rue devient un des hauts lieux de la prostitution toulousaine.

## Patrimoine et lieux d'intérêt

### Hôtels particuliers

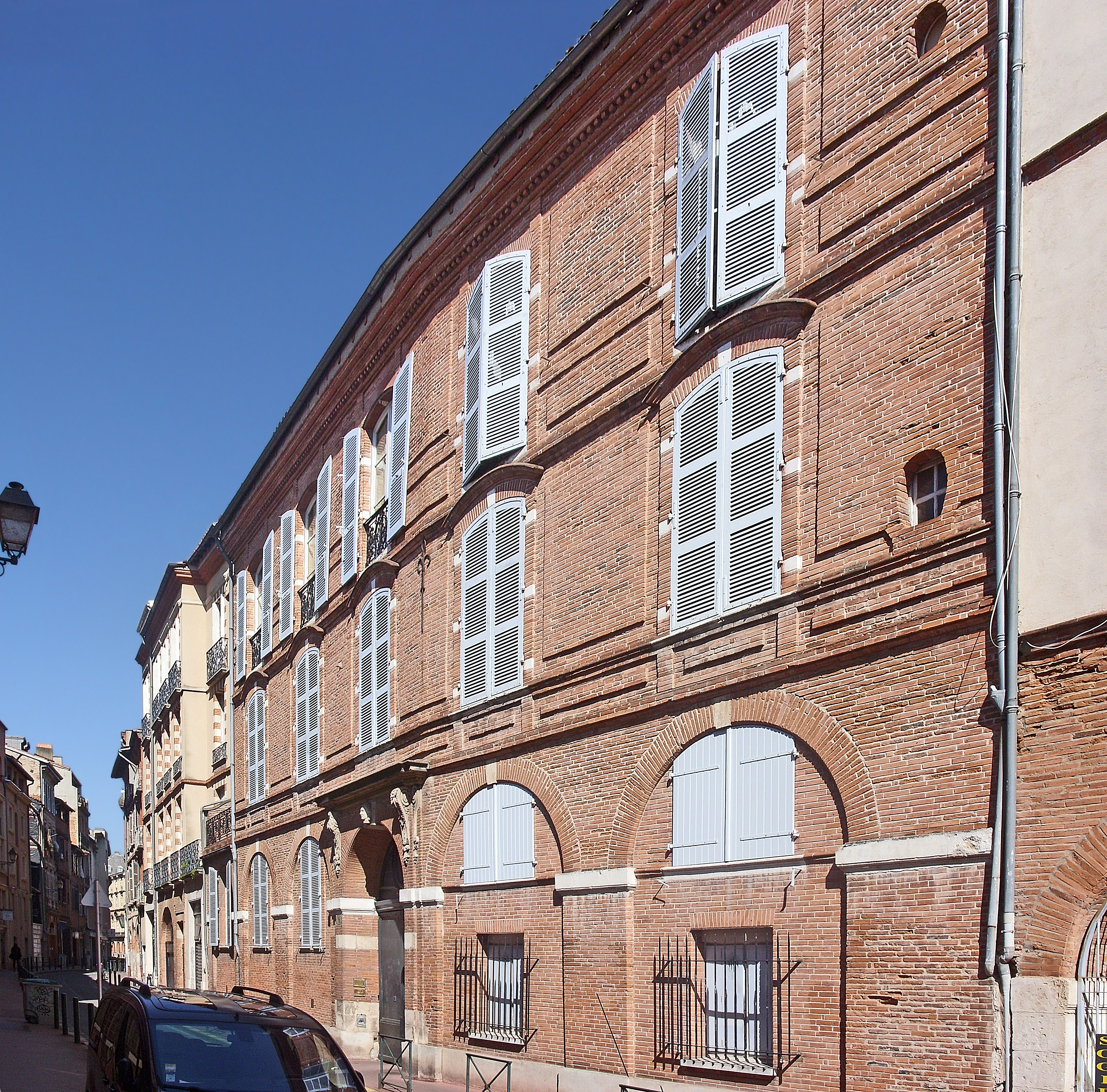
no 6-8 : façade sur rue de l'hôtel d'Alliès.

- no  6-8 : hôtel d'Alliès.  Inscrit MH (1993, façade sur rue et toiture attenante)[15]. 
Un premier hôtel particulier est édifié pour le capitoul Jean d'Alliès en 1571. En 1666, Marguerite de Cassaignau, veuve du conseiller au parlement Guillaume d'Alliès, commande la construction d'un nouvel hôtel, témoin bien conservé de l'architecture bourgeoise du XVIIe siècle. Il est constitué de trois corps de bâtiment bordant une cour centrale. L'élévation sur rue présente une ordonnance classique. Le rez-de-chaussée s'ouvrait sur la rue par de grandes arcades en plein cintre intégrant un entresol. Le grand portail en plein cintre est orné d'une tête sculptée et de consoles sculptées feuillagées. La cour est bordée au nord et à l'est par deux corps de bâtiments percés de fenêtres rectangulaires à petites crossettes et corniche. En 1760, la partie sud de la cour est fermée par un bâtiment à un étage surmonté d'un toit terrasse et l'aile nord est surélevée[16].

- no  26 : hôtel de Reste. 
Un hôtel particulier est bâti au milieu du XVe siècle pour deux frères marchands arrivés au capitoulat, Simon et Jean Reste. C'est de cette époque que datent le bâtiment en fond de cour et les fenêtres gothiques à accolade. Le bâtiment sur rue, en corondage, est plus récent, construit probablement au cours du XVIe siècle[17].

- no  46 : hôtel Dassier.  Classé MH (1927, rampe d'escalier en fer forgé)[18]. 
Un premier hôtel particulier est construit au début du XVIIIe siècle et achevé à la fin de ce siècle pour la famille Tournier de Vaillac. Les aménagements de cette période ne sont pratiquement plus visibles aujourd'hui : les seuls témoins en sont les fenêtres à crossettes larges et hautes et la grande corniche des élévations latérales sur la cour et, surtout, l'escalier d'honneur du ferronnier Joseph Bosc. L'édifice est réaménagé par Pierre-Marie Dassier à partir de 1830 dans le goût de l'époque : la façade néoclassique avec ses fenêtres encadrées de pilastres, ses terres cuites et les ferronneries des balcons, les menuiseries et le décor intérieur en sont caractéristiques[19].

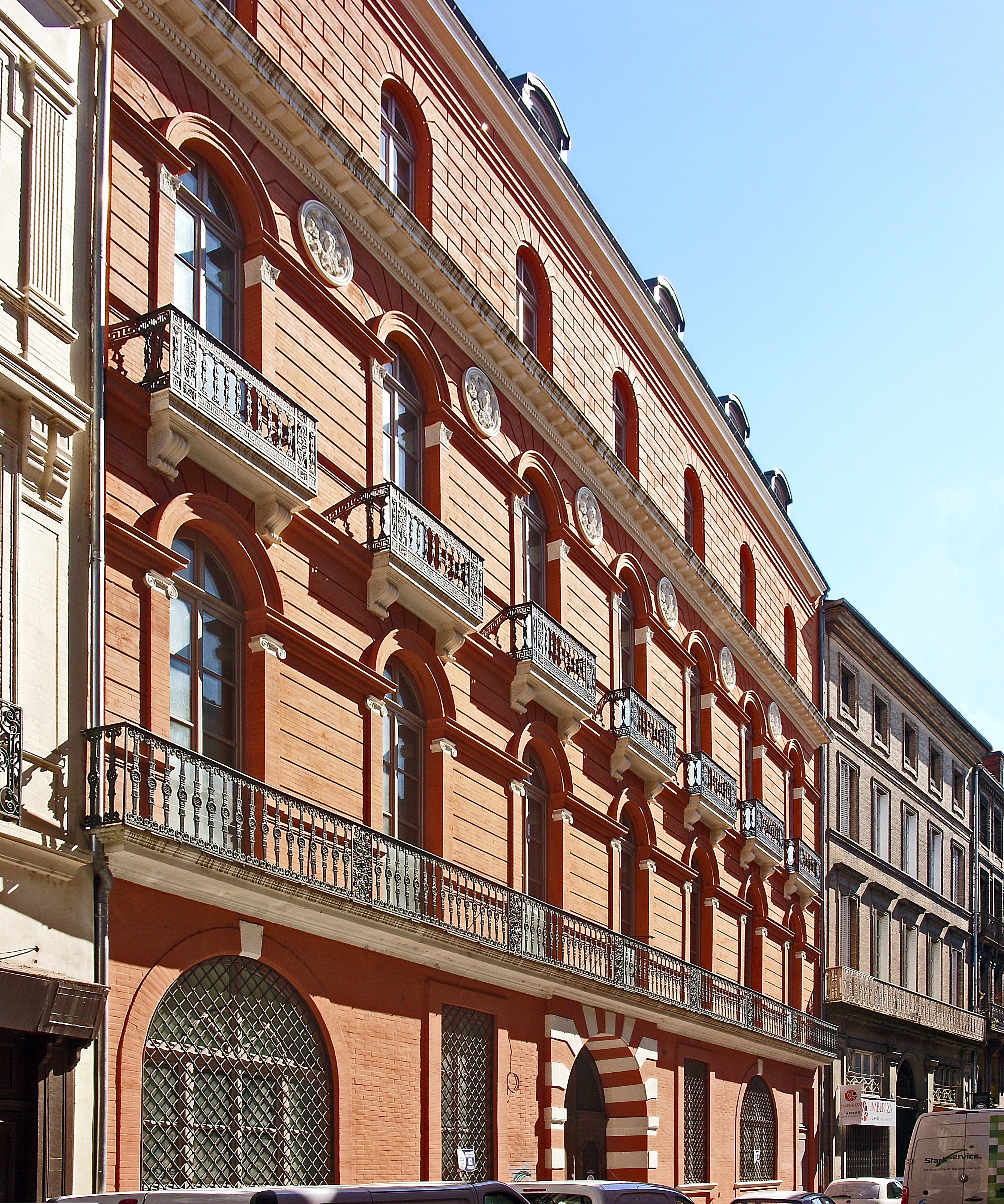
Façade sur rue de l'hôtel Dassier.
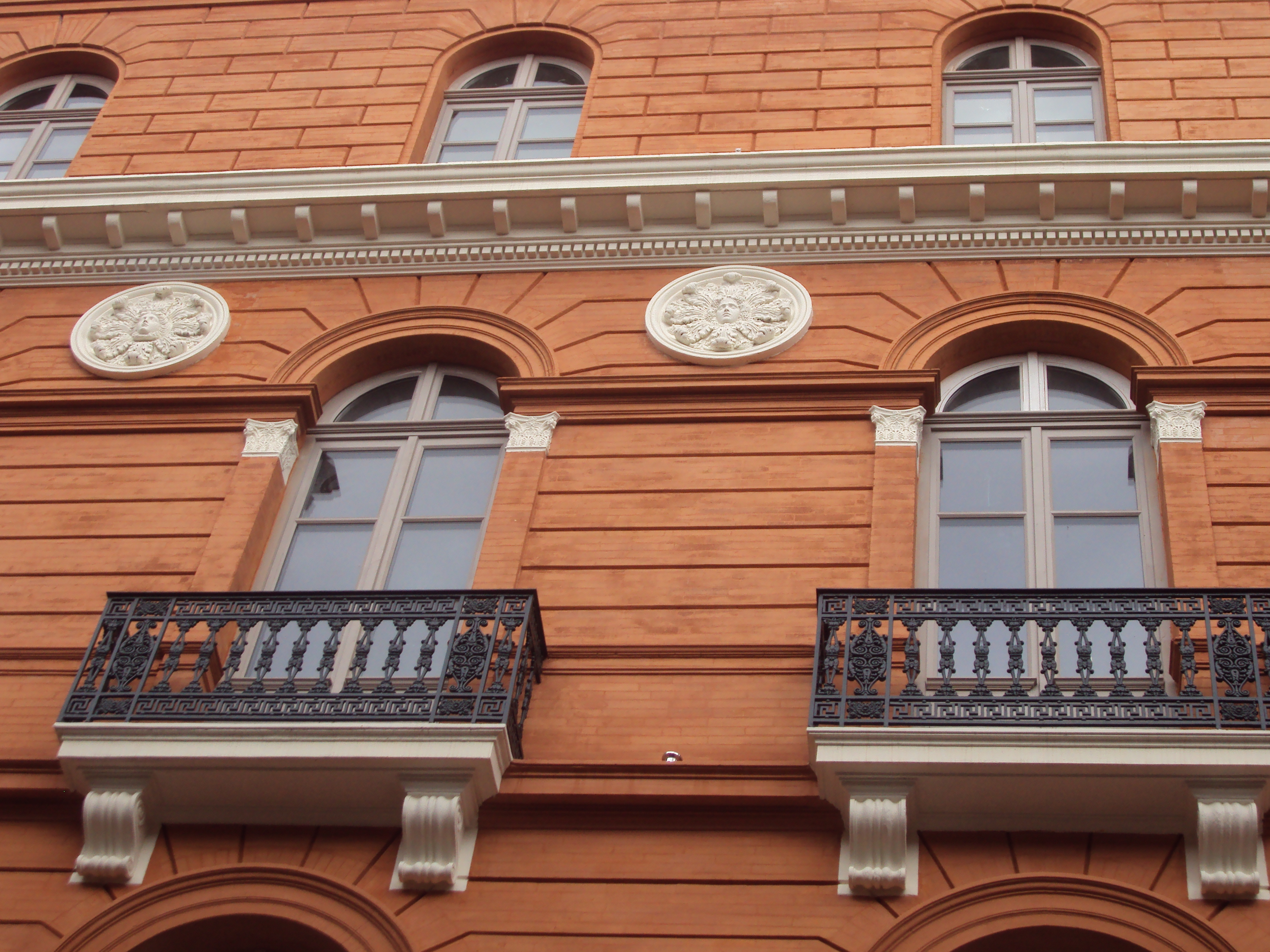
Détail des ferronneries des balcons de la façade sur rue.
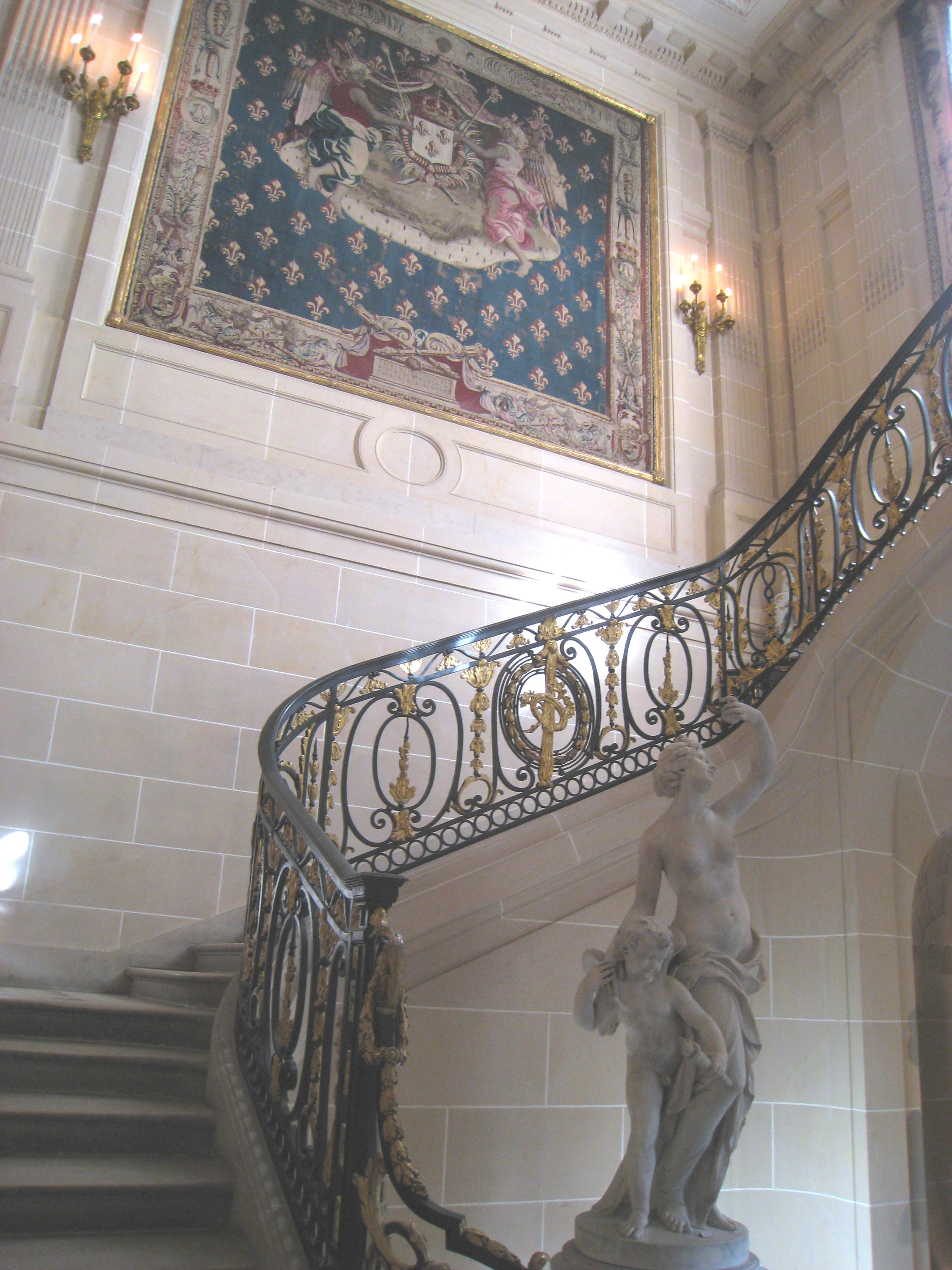
Escalier d'honneur du musée Nissim-de-Camondo, copie de celui de l'hôtel Dassier.

### Immeubles
- no  1 : ancienne école élémentaire de filles Fabre. 
L'école élémentaire Fabre, devenue école de fille, établie rue du Pont-de-Tounis en 1897, est devenue trop étroite. Elle est agrandie en 1932 par l'achat d'immeubles contigus à l'école dans la rue des Couteliers (anciens no 1 à 11) qui sont démolis et remplacés par la construction d'un nouveau bâtiment par l'architecte de la Ville Jean Montariol. L'école devient par la suite une annexe du collège Clémence-Isaure. Des travaux sont réalisés entre 2007 et 2010 pour restructurer ces bâtiments qui sont attribués à Convergence occitane et à la Maison de l'Occitanie qui y ouvre un Conservatoire occitan, l'école Calandreta Sent Çubran et une salle polyvalente[20].

- no  2 : maison du maître chandelier Pierre Dupuy. 
Cette maison en corondage, construite pour le maître chandelier Pierre Dupuy au milieu du XVIe siècle, conserve des boiseries sculptées (faunes, boucs, chevalier casqué). Elle a été rénovée en 1981.

- no  4 : immeuble. 
L'immeuble, de style classique, est construit au XVIIe siècle, peut-être pour un membre de la famille Arnauld – Antoine, notaire royal en 1627, ou son fils, Jacques, également notaire, en 1678. Au rez-de-chaussée, deux grandes arcades de boutique aux piédroits en pierre encadrent la porte piétonne, surmontée d'une corniche et d'un fronton triangulaire. Le passage couvert donne accès à la cour intérieure, où prend place un remarquable escalier à balustres en bois[21].

- no  12 : immeuble. 
L'immeuble, de style classique, est construit au XVIIe siècle. Aux étages, décroissants et séparés par des cordons en brique, les fenêtres sont en brique et pierre alternées et possèdent des balconnets en pierre ornés de garde-corps en fer forgé[22].

- no  18 : immeuble. 
L'immeuble, construit en 1779, présente une large façade sur la rue des Couteliers. Le rez-de-chaussée est ouvert à droite par une grande arcade, dont la pierre de clef porte la date de construction. Aux étages, la travée centrale est mise en valeur par un léger ressaut et, au dernier étage, la fenêtre possède un balcon en pierre. Aux deux premiers étages, les fenêtres ont des garde-corps à balustres et sont surmontées de fines corniches. L'élévation est couronnée par une large corniche à modillons[23].

- no  24 : immeuble. 
L'immeuble, construit dans la deuxième moitié du XVIIIe siècle, présente une façade néo-classique de style Louis XVI. Au rez-de-chaussée, la porte est surmontée d'une imposte en fer forgé. Aux étages, l'élévation est soulignée par le ressaut qui encadre les fenêtres. Celles du 1er étage ont par ailleurs des garde-corps en fer forgé à motifs géométriques.

- no  25 : immeuble. 
L'immeuble, construit dans la deuxième moitié du XVIIIe siècle, présente une façade néo-classique de style Louis XVI. Au rez-de-chaussée, la porte est surmontée d'une imposte en fer forgé. Aux étages, l'élévation est soulignée par le ressaut qui encadre les fenêtres. Celles du 1er étage ont des garde-corps en fer forgé à motifs géométriques[24].

- no  27 : immeuble en corondage. 
L'immeuble s'élève sur deux étages et un comble. Le pan de bois est à grille et décharges, hourdé de brique. Les fenêtres ont des encadrements et des appuis en bois moulurés[25].

- no  29 : immeuble en corondage. 
L'immeuble, peut-être construit au XVIIIe siècle, est à pan de bois[26].

- no  31 : immeuble en corondage. 
L'immeuble s'élève sur deux étages. Le pan de bois est à grille hourdé de brique. Les fenêtres ont des appuis en bois moulurés[27].

- no  37 : immeuble Sicre. 
L'immeuble est construit en 1934  par les architectes Jean-Louis Gilet et Joseph Gilet, pour le compte de Sicre Aîné, fabricant de chaises et vannier toulousain. La façade sur la rue est d'une grande simplicité, avec un oriel, dans le style Art déco[28].

- no  41-43 : immeuble. 
L'immeuble, construit dans la deuxième moitié du XVIIIe siècle, présente une façade néo-classique. Aux étages, les fenêtres sont séparées par des motifs de tables. Celles du 1er étage ont des balconnets en pierre, soutenus par des consoles à motifs végétaux, et ornés de garde-corps en fer forgé ornés de motifs géométriques. L'élévation est surmontée d'une corniche à glyphes[29].

- no  47 et 49 : emplacement de l'ancien couvent des Repenties de la Madeleine ; immeubles. 
Un petit hôpital, l'hôpital du Saint-Esprit de la Cité (emplacement de l'actuel no 49), est confié au XIIIe siècle aux religieuses de l'ordre de Saint-Augustin. En 1516, les religieuses augustines se rattachent aux Augustines de l'ordre de la pénitence de la Madeleine de Paris. Au XVIIIe siècle, leur richesse s'accroît et c'est au cours de ce siècle que les immeubles actuels sont reconstruits : le badigeon blanc du no 49 daterait peut-être de cette époque. La façade du no 47 a cependant été reprise au XIXe siècle[30],[31].

- no  51 : immeuble. 
L'immeuble est construit dans la deuxième moitié du XVIIIe siècle entre la rue des Couteliers et la descente de la Halle-aux-Poissons (actuel no 22). Il présente sur la première une façade de style néo-classique qui s'élève sur trois étages décroissants. Le rez-de-chaussée est ouvert par trois grandes arcades de boutique et une porte piétonne, remaniée au XIXe siècle. Au 1er étage, les fenêtres sont mises en valeur par de faux garde-corps à balustres et des corniches à modillons[32].

- no  52 : immeuble. 
L'immeuble, élevé au XVIIe siècle, à l'angle de la rue de Metz (actuel no 2), se distingue par la décoration en terre cuite de style néo-classique qu'il a reçu dans la première moitié du XIXe siècle. Le rez-de-chaussée est rythmé par trois grandes arcades de boutique voûtées en plein cintre. L'arcade centrale, bouchée lors des remaniements au XIXe siècle, est percée d'une fenêtre dont l'appui en pierre est soutenu par deux consoles. Aux niveaux supérieurs, les travées sont séparées par des pilastres colossaux qui relient les trois étages. Au 1er étage, les fenêtres sont reliées par un balcon continu, doté d'un garde-corps en fer forgé qui présente des motifs géométriques et des palmettes. Elles sont de plus surmontées d'une frise à motifs végétaux et d'une corniche moulurée. Les fenêtres du 2e étage ont reçu un décor similaire[33].

- no  53 : immeuble. 
L'immeuble est construit dans la deuxième moitié du XVIIIe siècle. Il présente sur la première une façade de style néo-classique qui s'élève sur trois étages décroissants. Le rez-de-chaussée est ouvert par deux grandes arcades de boutique en plein cintre et une porte piétonne maçonnée en pierre de taille et qui a conservé une imposte en fer forgé. Aux étages, les fenêtres sont mises en valeur par un encadrement mouluré. Celles du 1er étage possèdent de plus des garde-corps en fer forgé et sont surmontées par de fines corniches[34].

- no  55 : immeuble. 

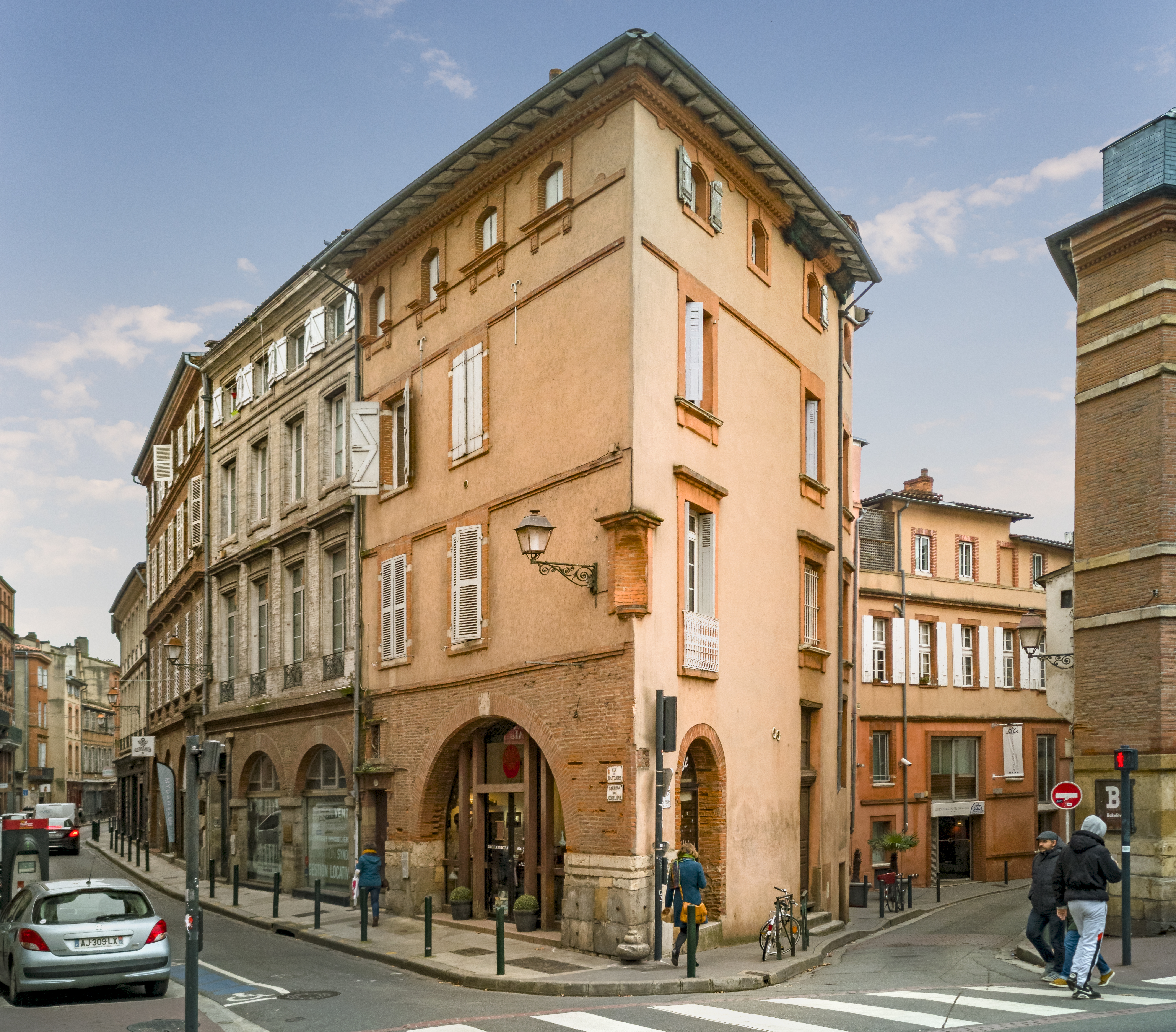
no 55 : Façade de l'immeuble.

L'immeuble, construit au XVIIe siècle à l'angle de la descente de la Halle-aux-Poissons, présente une élévation originale. Il s'élève sur trois étages décroissants, séparés par des cordons de brique. Au rez-de-chaussée s'ouvrent une grande arcade de boutique voûtée en berceau et une porte piétonne, surmontée d'une fine corniche et d'une petite fenêtre fermée par une ferronnerie. Au 1er étage, à l'angle de la descente de la Halle-aux-Poissons reste une niche d'angle en brique, aujourd'hui vide. Le bâtiment est couronné d'une corniche à modillons[35].